# Das schwarze Blut
Das schwarze Blut (französischer Originaltitel: La Ligne noire) ist ein Roman von Jean-Christophe Grangé. Er erschien 2004 in Frankreich und 2006 in Deutschland.

## Inhalt
In diesem Thriller nimmt der Pariser Journalist Mark Dupeyrat Kontakt zu dem in Malaysia wegen Mord einsitzenden Freitaucher Jaques Reverdi auf. Um dem Mörder seine Geheimnisse zu entlocken, erfindet er die Brieffreundin „Elisabeth“ und legt dem Mörder in einem seiner Briefe sogar ein Foto einer zufälligen Bekannten, des Fotomodells Khadidscha bei. Mark D. bereist im Rahmen der weiteren Handlung den südostasiatischen Raum und findet durch Reverdis Hinweise heraus, dass dieser ein sadistischer Serienmörder ist, der seine weiblichen Opfer in einem abgedichteten Raum quält, indem er sie gleichzeitig erstickt und verbluten lässt. Reverdi entkommt aus dem Gefängnis und findet Mark und das mittlerweile berühmte Fotomodell in Paris. Es kommt zum blutigen Showdown, aber hier endet der Roman noch nicht, denn auch Mark D. wird am Ende von dem ebenfalls traumatisierten Fotomodell als Serienmörder entlarvt.

## Ausgaben
- Jean-Christophe Grangé, Das schwarze Blut. Roman („La ligne noire“). Neuaufl. Weltbild Verlag, Augsburg 2007, ISBN 978-3-8289-8692-3 (übersetzt von Barbara Schaden).
- Jean-Christophe Grangé: La ligne noire. Michel, Paris 2004, ISBN 2-226-15109-5.
- Jean-Christophe Grangé: Das schwarze Blut. Hörbuch. Gekürzte Lesung. Audio Media Verlag, München 2008, ISBN 978-3-86804-466-9 (6 CDs, gelesen von Joachim Kerzel).